# Rutiderma
Rutiderma is een geslacht van kreeftachtigen uit de klasse van de Ostracoda (mosselkreeftjes).

## Soorten
- Rutiderma (Rutiderma) compressa Brady & Norman, 1896
- Rutiderma (Rutiderma) dinochelatum Kornicker, 1958
- Rutiderma antiqua Herrig, 1981 †
- Rutiderma apex Kornicker & Harrison-Nelson, 1997
- Rutiderma arcuatilis Kornicker, 1983
- Rutiderma arx Kornicker, 1992
- Rutiderma californica Mckenzie, 1965
- Rutiderma chessi Kornicker & Myers, 1981
- Rutiderma cohenae Kornicker, 1983
- Rutiderma compressa Brady & Norman, 1896
- Rutiderma compressum Brady & Norman, 1896
- Rutiderma darbyi Kornicker, 1983
- Rutiderma dinochelatum Kornicker, 1958
- Rutiderma dux Kornicker, 1996
- Rutiderma exrex Kornicker in Kornicker & Thomassin, 1998
- Rutiderma fax Kornicker, 1984
- Rutiderma ferax Kornicker in Kornicker & Thomassin, 1998
- Rutiderma flex Kornicker, Iliffe & Harrison-Nelson, 2007
- Rutiderma fusca Poulsen, 1965
- Rutiderma fuscum Poulsen, 1965
- Rutiderma gerdhartmanni Kornicker, 1975
- Rutiderma gyre Kornicker, 1983
- Rutiderma hartmanni Poulsen, 1965
- Rutiderma irrostrata Kornicker & Caraion, 1978
- Rutiderma judayi Mckenzie, 1965
- Rutiderma kalkei Kornicker, 1983
- Rutiderma leloeuffi Kornicker, 1975
- Rutiderma licina Kornicker, 1983
- Rutiderma lomae (Juday, 1907) Kornicker & Myers, 1981
- Rutiderma mollitum Darby, 1965
- Rutiderma mortenseni Poulsen, 1965
- Rutiderma normani Poulsen, 1965
- Rutiderma oakley Harrison-Nelson, Orr, Tarmann & Kornicker, 2011
- Rutiderma ovata Kornicker, 1975
- Rutiderma ovatum Kornicker, 1975
- Rutiderma pax Kornicker, 1984
- Rutiderma rex Kornicker, 1992
- Rutiderma rostrata Juday, 1907
- Rutiderma rotunda Poulsen, 1965
- Rutiderma rotundum Poulsen, 1965
- Rutiderma sagax Kornicker, 1996
- Rutiderma schroederi Kornicker & Iliffe, 2000
- Rutiderma sterreri Kornicker, 1981
- Rutiderma tridens Kornicker & Caraion, 1978
- Rutiderma tryx Kornicker, 1996
- Rutiderma vox Kornicker, 1991

Niet geaccepteerde soorten:
- Rutiderma arcuatile geaccepteerd als Rutiderma arcuatilis Kornicker, 1983
- Rutiderma irrostratum geaccepteerd als Rutiderma irrostrata Kornicker & Caraion, 1978
- Rutiderma licinum geaccepteerd als Rutiderma licina Kornicker, 1983
- Rutiderma rostratum geaccepteerd als Rutiderma rostrata Juday, 1907